# Oxazoline
Oxazoline (Dihydrooxazole) sind heterocyclische Verbindungen, deren Fünfring je ein Sauerstoffatom und ein Stickstoffatom sowie eine Doppelbindung im Ring enthält. Die Heteroatome Sauerstoff und Stickstoff stehen zueinander in 1,3-Stellung, wobei dem Sauerstoffatom die Position 1 und dem Stickstoffatom die Position 3 zugewiesen wird. Je nach Lage der Doppelbindung im heterocyclischen Ring gibt es mehrere zueinander isomere Oxazoline:
- 2-Oxazoline,

- 3-Oxazoline und
- 4-Oxazoline.

## Synthese
2-Oxazoline entstehen bei der Dehydratisierung von N-(2-Hydroxyalkyl)amiden durch innermolekulare Cyclisierung. Man kann 2-Oxazoline auch aus β-Halogenalkylamiden durch Erhitzen mit wässrigen oder alkoholischen Alkalien darstellen. Sie lassen sich auch durch die Kondensationsreaktion von 1,2-Aminoalkoholen mit   Carbonsäureestern, Carbonsäureamiden oder Nitrilen gewinnen.  In 2-Stellung substituierte 2-Oxazoline sind durch die Umsetzung von Benzaldehyden mit Ethanolamin unter Anwendung von 1,3-Diiod-5,5-dimethylhydantoin (DIH) als Oxidationsmittel zugänglich. Die gezielte Synthese der 3-Oxazoline erfolgt analog einer Variante der Asinger-Reaktion aus 2-Halogenaldehyden, Ammoniak, Natronlauge und einer Oxokomponente (meist ein Keton). Bei einigen Synthesen fallen 3-Oxazoline als Nebenprodukte an.
Das erste Oxazolin wurde 1884 synthetisiert.

## Eigenschaften
| Unsubstituierte Oxazoline |                      |                   |                   |
| Name                      | 2-Oxazolin           | 3-Oxazolin        | 4-Oxazolin        |
| Andere Namen              | 4,5-Dihydrooxazol    | 2,5-Dihydrooxazol | 2,3-Dihydrooxazol |
| Strukturformel            |                      |                   |                   |
| CAS-Nummer                | 504-77-8             | 95879-85-9        | 6569-13-7         |
| PubChem                   |                      | 21865211          |                   |
| Summenformel              | C3H5NO               | C3H5NO            | C3H5NO            |
| Molare Masse              | 71,08 g·mol−1        | 71,08 g·mol−1     | 71,08 g·mol−1     |
| Aggregatzustand           | flüssig              |                   |                   |
| Kurzbeschreibung          | farblose Flüssigkeit |                   |                   |
| Siedepunkt                | 98 °C                |                   |                   |
| Dichte                    | 1,075 g·cm−3         |                   |                   |

- 2-Oxazoline enthalten eine C=N-Doppelbindung zwischen dem Kohlenstoffatom 2 und dem Stickstoffatom
- 3-Oxazoline enthalten eine C=N-Doppelbindung zwischen dem Kohlenstoffatom 3 und dem Stickstoffatom
- 4-Oxazoline enthalten eine C=C-Doppelbindung zwischen den Kohlenstoffatomen 4 und 5.

Am weitaus wichtigsten sind die 2-Oxazoline. Es sind meist farblose, pyridinähnlich riechende Flüssigkeiten von schwach basischem Charakter, deren niedere Glieder sich in Wasser lösen.

## Reaktivität
2-Oxazoline sind cyclische Imidsäureester (Synonym: Imidoester) und können mit starken Reduktionsmitteln, z. B. mit Natrium und Alkohol, unter Ringspaltung zu N-substituierten Aminoalkoholen aufgespalten werden. Mit p-Toluolsulfonsäuremethylester als Initiator lassen sich 2-alkyl-substituierte 2-Oxazoline polymerisieren. Nach Verseifung entsteht daraus ein lineares Polyethylenimin. 3-Oxazoline reagieren wie Imine (Schiffsche Basen). 4-Oxazoline zählen zugleich zur Verbindungsklasse der Enamine.
2-Oxazolin-5-one reagieren mit Carbonylverbindungen unter Wasserabspaltung zu Azlactonen.
Durch Metallierung des 2-Alkylsubstituenten bei 2-Oxazolinen lässt sich eine große Zahl chiraler und achiraler Carbonsäure-Derivate aus den um ein Kohlenstoffatom ärmeren Säuren herstellen. Andere Umsetzungen führen zu Aldehyden, Ketonen, Lactonen, Aminosäuren, Thiiranen und Olefinen. Wegen der Beständigkeit des Oxazolinsystems gegen viele Reagentien (RMgX, LiAlH4, CrO3, schwache Säuren und Basen) kann es als Schutzgruppe für Carbonsäuren bei Reaktionen dienen, an denen diese Stoffe beteiligt sind.